# 피상적 매력
피상적 매력(Superficial charm) 혹은 가식적 매력(insincere charm) 혹은 말 잘하는 매력(glib charm)은 온화하고 사람을 끌어당기거나 혹하게 하면서도 말재주가 좋고 언변이 유창한 경향을 말한다.
이 말은 사이코패스 인격의 속성에 등장하기도 하는데, 허비 클레클리(Hervey M. Cleckley)의 『맨정신의 마스크(The Mask of Sanity)』나 로버트 해어(Robert D. Hare)의 '해어 사이코패스 진단목록(Hare Psychopathy Checklist)'에 나타난다.
관련 표현으로는 마음 사로잡기(charm offensive), 매력 발산(turning on the charm), 피상적 미소(superficial smile)가 있다.

## 초기역사
일찌감치 고전 수사(Classical rhetoric)에서는 피상적 매력 발산자(superficial charmer)를 하나의 범주로 분류하고 이를 비판하였는데, 아무런 물리적 근거 없이 순수히 말로만 하는 것이 이점이라고 하여 비판의 대상이 되었다.

## 사이코패스적 매력
피상적 매력에 대한 현대의 관심은 허비 클레클리의 1941년 소시오패스 관련 연구이다. 그의 연구로부터 소시오패스와 사이코패스는 피상적 매력과 타인의 감정에 대한 무시라는 특성을 갖추고 있다는 사실이 널리 받아들여졌다. 헤어는 "사이코패스적 매력(psychopathic charm)은 수줍음을 타거나 자의식이 강하거나 무언가 말하기 두려워하는 것이 결코 아니다"라고 하였다.
상당한 연구들에서는 클레클리의 초기 정의에 대하여 근본적으로 바꾸지는 않는 형태로 재정의되어 왔다. 최신 진단 리뷰에서, 지성과 피상적 매력을 클레클리가 혼합한 것은 보다 일탈적인 처신, 수다스럽거나 번지르르하고 가식적인 것을 반영하여 재정의되었다. 교묘하고 잘 드러나지 않는 소시오패스적 매력(sociopathic charm), 그리고 소시오패스에게 동물자기(動物磁氣, animal magnetism, 혹은 성적 매력으로도 번역됨)를 제공하는 활달하고 명랑한 자발성 간에는 차이가 있다.

### 직장 내
'수트 안의 뱀들 : 사이코패스가 직장에 갈 때(Snakes in Suits: When Psychopaths Go to Work)'의 저자들은 전형적인 직장 사이코패스(workplace psychopath)가 어떻게 치고 올라가서 권력을 유지하는지에 대하여 5단계 모델로 설명한다. 1단계 진입(entry)에서는, 사이코패스는 높은 수준의 사회기술(social skills)과 매력을 사용하여 조직으로부터 고용되고자 노력한다. 조직 내 집단 사이코패스(Corporate psychopaths)는 자신의 세련된 기교, 매력, 시원한 결단력을 가지고서 빠르게 승진하는 특징을 보인다. 이들의 피상적 매력은 카리스마(charisma)로 오해받기도 한다.

## 자기애
정신분석학자 샌디 호치키스(Sandy Hotchkiss)는 저서 『왜 항상 당신에 관한 것인가? 자기애의 7대 죄악(Why Is It Always About You? The Seven Deadly Sins of Narcissism)』에서 언급한 자기애성자(narcissist)에 대한 논의에서, "피상적 매력은 사람을 매혹시킬(enchanting) 수 있다"고 하였다. 그러나 이러한 사람들의 낭만적인 제스처 뒤에는 아무런 실체가 없으며, 오로지 자신만의 자아(ego)를 충족시키는 것밖에 없다.
자기애성자는 매력 발산을 통하여 타인을 조종한다고 알려져 있으며, 피해자들을 이해한다는 가식(façade)을 통하여 피해자들로 하여금 자기방어행동(self-protective behaviour)을 해제시키게 하고 개인 바운더리(personal boundaries)를 낮추게 한다.
사기꾼(imposter)들이 자신의 자기애성 욕구를 충족시키기 위하여, 진실하게 감정을 교환하거나 느낌을 되돌려주는 것 없이, 타인을 사랑에 빠지게 만들 수 있는 방식과도 밀접하게 연결되어 있다.

## 사회적 카멜레온
사회적 카멜레온(Social chameleons)은 사회지능(social intelligence)이 뛰어나 매력적이고 좋은 인상을 만드는데 유능하지만 그 대가로 자신의 진실한 동기를 희생한다고 기술되어 왔다. 좋은 인상을 심어주는 이들의 능력은 연극, 영업, 정치, 외교 등의 방면에서 성공을 가져다줄 수 있다. 그러나 내면적 욕구에 대한 인식이 부족하면, 이러한 피상적 외향인(superficial extrovert)은 매력이 있음에도 불구하고 근본없는 카멜레온으로 남게 되고, 끊임없이 자신의 사회적 단서(social cue)를 타인으로부터 가져오게 된다.
이와 비슷하게, 연극성 인격장애(Histrionic personality disorder)의 경우, 피상적 매력을 통한 타인의 관심을 끄는 행위(attention seeking)는 참된 자기(real self)를 대중에게 보이는 모습(public presentation)으로부터 분열(splitting)시키는 것을 강화하는 악순환에 빠진다.

## 마음 사로잡기
마음사로잡기(charm offensive)는 흔히 정치인들이 지지자들에게 자신의 카리스마나 신뢰를 강조함으로써 지지를 이끌어내려는 선전활동(publicity campaign)에서 사용되는 개념과 연결되어 있다. 1955년 7월 1일 뉴욕신문(New York newspaper) Elmira Advertiser에 처음 이 용어가 등장하였다.

## 문학
스콧 피츠제럴드(F. Scott Fitzgerald)는 "자력(Magnetism)"과 같은 이야기 속 과도한 매력은 파괴적인 영향력을 지니고 있어, 그것을 가지고 있는 사람에게 매력은 하나의 생명체와 같으며, 매력을 최고조로 유지하기 위하여 지속적으로 사용해야 한다고 말하였다.

## 비판
이에 대한 비판으로는, 피상적 매력과 진실한 매력(genuine charm)을 구분하는 기준이 거의 없으며, 예의바름에 대하여 관습적으로 세세하게 규정해온 사항들의 일부로서 우리 모두는 일상에서 피상적 매력을 일정하게 사용하며, 사회생활에서 피상적인 연대와 거짓 선의를 표출하면서 살아가고 있다고 주장한다.

## 같이 보기
- 반사회성 인격장애